# 李亨武
李亨武 （朝鮮語: 리형무；英語: Ri Hyong-Mu；1991年11月4日—），朝鮮足球運動員，入選過朝鮮國家少年足球隊、朝鮮國家青年足球隊、朝鮮國家奧運足球隊及朝鮮國家足球隊。曾經效力於朝鮮足球聯賽球會小白水體育團，現在效力於4.25體育團。

## 簡歷
李亨武在2010年首次入選朝鮮國家足球隊參加越南足協盃賽事，在對越南國家足球隊的比賽中以替補身分上陣，協助朝鮮獲得冠軍。2012年參與了2014年世界盃預選賽，後來又代表朝鮮參與2012年亞足聯挑戰盃，但沒有上陣，而朝鮮奪得冠軍取得2015年亞洲盃足球賽決賽週資格。之後，又參與了東亞盃資格賽，但沒有上陣，而朝鮮國家足球隊得失球差負給澳大利亞國家足球隊，不能成功獲得資格賽冠軍而取得決賽出線席位。
此前，曾經入選朝鮮國家少年足球隊參與2006年亞足聯少年錦標賽，在冠軍戰加時負給日本國家少年足球隊而屈居亞軍，之後代表朝鮮參與了2007年U17世界盃足球賽，晉級十六強賽事後不敵西班牙國家少年足球隊而止步。2008年入選朝鮮國家青年足球隊參與2008年亞足聯U19青年錦標賽，其中在半準決賽對澳大利亞國家青年足球隊]的賽事中負給對方，沒能晉級準決賽。2011年再次入選朝鮮國家青年足球隊參與了2011年U20世界盃足球賽，分組賽以一和兩負出局。
另外，2011年入選朝鮮國家奧運足球隊參與2012年夏季奧林匹克運動會男子足球比賽預選賽，在預選賽前對中國國家奧運足球隊的友誼賽賽事中上陣並協助取得勝利，而在對阿聯國家奧運足球隊的第二輪預選賽第二回合賽事中以正選上陣，卻因主客場得失球負給對方沒能成功晉級第三輪預選賽。
李亨武除了代表國家隊參與賽事外，還代表所屬球會4.25體育團參與2017年亞洲足協盃，並在分組賽賽事中上陣，協助球會晉級跨區準決賽。

## 職業生涯統計
| 球會表現 | 球會表現 | 球會表現          | 聯賽 | 聯賽 | 足總盃 | 足總盃 | 聯賽盃 | 聯賽盃 | 洲際賽 | 洲際賽 | 總數 | 總數 |
| 球季     | 球會     | 聯賽              | 出場 | 入球 | 出場   | 入球   | 出場   | 入球   | 出場   | 入球   | 出場 | 入球 |
| 北韓     | 北韓     | 北韓              | 聯賽 | 聯賽 |        |        |        |        | 亚洲赛 | 亚洲赛 | 總數 | 總數 |
| -------- | -------- | ----------------- | ---- | ---- | ------ | ------ | ------ | ------ | ------ | ------ | ---- | ---- |
| 2007     | 小白水   | 朝鮮足球聯賽 甲級 | ?    | ?    | –      | –      | N/A    | N/A    | –      | –      | ?    | ?    |
| 2008     | 小白水   | 朝鮮足球聯賽 甲級 | ?    | ?    | –      | –      | N/A    | N/A    | –      | –      | ?    | ?    |
| 2009     | 小白水   | 朝鮮足球聯賽 甲級 | ?    | ?    | –      | –      | N/A    | N/A    | –      | –      | ?    | ?    |
| 2010     | 小白水   | 朝鮮足球聯賽 甲級 | ?    | ?    | –      | –      | N/A    | N/A    | –      | –      | ?    | ?    |
| 2011     | 小白水   | 朝鮮足球聯賽 甲級 | ?    | ?    | –      | –      | N/A    | N/A    | –      | –      | ?    | ?    |
| 2012     | 小白水   | 朝鮮足球聯賽 甲級 | ?    | ?    | –      | –      | N/A    | N/A    | –      | –      | ?    | ?    |
| 2013     | 小白水   | 朝鮮足球聯賽 甲級 | ?    | ?    | –      | –      | N/A    | N/A    | –      | –      | ?    | ?    |
| 2014     | 小白水   | 朝鮮足球聯賽 甲級 | ?    | ?    | –      | –      | N/A    | N/A    | –      | –      | ?    | ?    |
| 2015     | 小白水   | 朝鮮足球聯賽 甲級 | ?    | ?    | –      | –      | N/A    | N/A    | –      | –      | ?    | ?    |
| 2016     | 小白水   | 朝鮮足球聯賽 甲級 | ?    | ?    | –      | –      | N/A    | N/A    | –      | –      | ?    | ?    |
| 2017     | 4.25     | 朝鮮足球聯賽 甲級 | ?    | ?    | –      | –      | N/A    | N/A    | 3      | 0      | ?    | ?    |
| 總和     | 北韓     | 北韓              | ?    | ?    | –      | –      | N/A    | N/A    | 3      | 0      | ?    | ?    |

## 國際賽進球
朝鮮U-20
| # | 日期          | 場地           | 對手   | 進球 | 比數 | 比賽                      |
| - | ------------- | -------------- | ------ | ---- | ---- | ------------------------- |
| 1 | 2008年11月1日 | 沙特阿拉伯達曼 | 黎巴嫩 | 4–0  | 4–0  | 2008年亞足聯U19青年錦標賽 |

## 榮譽

### 國家隊
朝鮮
- 亞足聯挑戰盃冠軍：2012年；

### 球會
4.25體育團
- 朝鮮足球甲組聯賽冠軍：2017年；
- 白頭山獎運動會冠軍：2017年；

## 連接
- 李亨武在 National-Football-Teams.com 上的出场纪录
- Hyong-Mu Ri - Soccerway （页面存档备份，存于） （英文）